# Oddział Delta
Oddział Delta (ang. The Delta Force) – amerykański film akcji z 1986 w reżyserii Menahema Golana. Główne role zagrali Chuck Norris i Lee Marvin; obok nich na ekranie pojawiają się także takie gwiazdy kina, jak m.in.: Robert Vaughn, Martin Balsam, George Kennedy czy Shelley Winters. Film doczekał się dwóch kontynuacji: Oddział Delta 2 (1990; reż. Aaron Norris) oraz Oddział Delta 3 (1991; reż. Sam Firstenberg).

## Fabuła
Lato 1985. Libańscy terroryści opanowują amerykański samolot pasażerski lecący z Aten do Nowego Jorku. Nakazują pilotowi lecieć do Bejrutu. Na miejscu spośród pasażerów wybierają grupę mężczyzn i uprowadzają ich w nieznanym kierunku. Grożą zabiciem zakładników w razie niespełnienia ich żądań. Na ratunek porwanym ludziom amerykańskie władze wysyłają specjalny oddział komandosów pod dowództwem majora McCoya i pułkownika Alexandra.

## Obsada
- Chuck Norris – mjr Scott McCoy
- Lee Marvin – płk. Nick Alexander
- Steve James – Bobby
- William Wallace – Pete Peterson
- Jerry Weinstock – dr Jack
- Robert Vaughn – gen. Woodbridge
- Robert Forster – Abdul Rafai
- David Menachem – Mustafa
- Hanna Schygulla – Ingrid, stewardesa
- Bo Svenson – Roger Campbell, kapitan samolotu
- Martin Balsam – Ben Kaplan
- Shelley Winters – Edie Kaplan
- Joey Bishop – Harry Goldman
- Lainie Kazan – Sylvia Goldman
- George Kennedy – o. O’Malley
- Jehuda Efroni – David Rosovsky
- Jerry Lazarus – Robert Levine
- Susan Strasberg – Debra Levine
- Natalie Roth – Ellen Levine
- Kim Delaney – s. Mary
- Zipora Peled – s. Ann
- Aaron Kaplan – Mike Fraser
- Caroline Langford – Sally Fraser
- Charles Grant – Tom Hale
- Howard Jackson – Ed
- Eric Norris – Andy
- Marvin Freedman – Dave Hoskins
- Bob Levit – Jim Montgomery
- Avi Loziah – Jaffer
- Uri Gavriel – Jamil
- Adib Jahschan – Salim
- Chelli Goldberg – Tina
- Chris Ellia – Lesley
- Dale Payne – Shawn Latta
- Jerry Hyman – Ted Bilicki
- Gael Lehrer – Rosalee Bilicki
- Hank Leininger – Jay Bilicki
- Shaike Ophir – o. Nicholas
- Uri Gavriel – George Berri
- Asi Dajan – Raffi Amir
- Jack Cohen – libański minister